# Моршен (посёлок)
Моршен (нем. Morschen) — община в Германии, в земле Гессен. Подчиняется административному округу Кассель. Входит в состав района Швальм-Эдер. Население составляет 3 641 человек (2010). Занимает площадь 47,94 км². Община подразделяется на 7 сельских округов. Моршен стоит на реке Фульда.

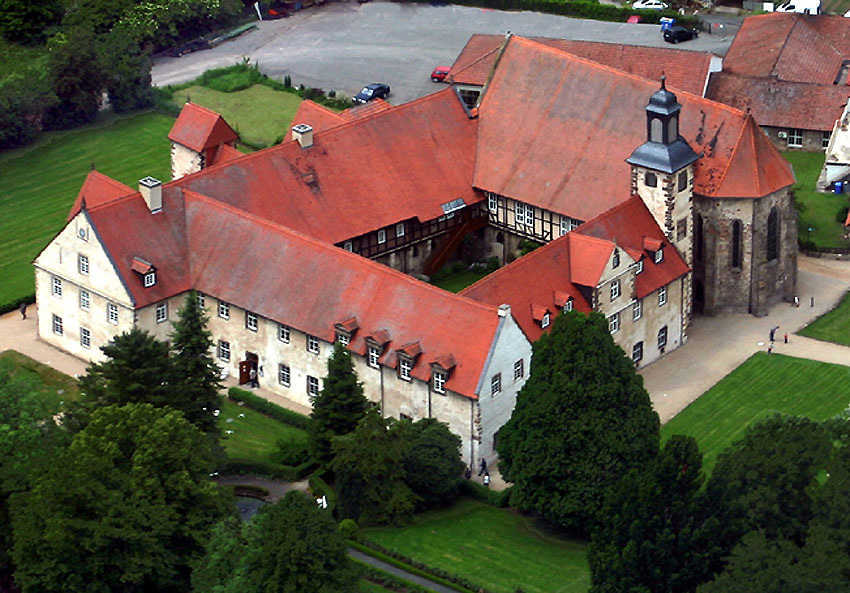

## Население
| Год  | Численность | Численность |
| ---- | ----------- | ----------- |
| 2014 | 3419        | [ 3 ]       |
| 2017 | 3240        | [ 4 ]       |
| 2018 | 3231        | [ 5 ]       |
| 2019 | 3231        | [ 6 ]       |
| 2021 | 3159        | [ 7 ]       |
| 2022 | 3180        | [ 8 ]       |
| 2023 | 3139        | [ 1 ]       |